# Nanda Kyaw
Nanda Kyaw (* 3. September 1996 in Amarapura) ist ein myanmarischer Fußballspieler.

## Karriere

### Verein
Das Fußballspielen erlernte Nanda Kyaw in der Schulmannschaft des Mandalay Institute of Sports und in der Jugendmannschaft des Magwe FC. Bei dem Verein aus Magwe, der in der ersten Liga, der Myanmar National League, spielte, stand er von 2013 bis 2018 unter Vertrag. 2016 gewann er mit Magwe den General Aung San Shield. Im Endspiel besiegte man Yangon United mit 2:1. Ein Jahr später stand er mit dem Klub im Finale des MFF Charity Cup. Hier besiegte man im Endspiel den Yadanarbon FC mit 3:0. Anfang 2019 unterschrieb er einen Vertrag beim Ligakonkurrenten Shan United in Taunggyi. Dort konnte er bisher sechs nationale Titel gewinnen.

### Nationalmannschaft
Seit 2015 absolvierte Kyaw bisher 28 Partien für die A-Nationalmannschaft von Myanmar und war für sie bei vier Südostasienmeisterschaften aktiv. Außerdem spielte er 2018 viermal in der U23-Nationalmannschaft, 2016 ein Testspiel für die U-21 und nahm 2015 mit der U-20-Auswahl an der Weltmeisterschaft in Neuseeland teil. 

## Erfolge
Magwe FC
- General Aung San Shield: 2016
- MFF Charity Cup: 2017

Shan United
- Myanmar National League: 2019, 2020, 2022, 2023
- MFF Charity Cup: 2019, 2020